# 헤구리촌
헤구리촌(平群村)은 지바현 아와군에 일찍이 존재했던 촌이다. 현재의 미나미보소시 북부에 해당한다.

## 역사
- 1889년 4월 1일 - 정촌제 시행에 의해 헤이군 헤구리촌이 성립하였다.
- 1897년 4월 1일 - 헤이군이 폐지되어 아와군이 되었다.
- 1955년 2월 11일 - 이와이정과 합병해 도미야마정이 신설되어, 동일 헤구리촌은 폐지되었다.